# NGC 4373
NGC 4373 (również PGC 40498) – galaktyka eliptyczna (E/SB0), znajdująca się w gwiazdozbiorze Centaura. Odkrył ją John Herschel 8 czerwca 1834 roku.